# Сонглам Нгеан
«Сонглам Нгеан» (вьет. Sông Lam Nghệ An) — вьетнамский футбольный клуб, представляющий город Винь и провинцию Нгеан. Является единственным клубом, принимавшим участие во всех чемпионатах V-лиги с момента её образования в 2000 году, и первым её победителем.

## Достижения
- Чемпионат Вьетнама:

Чемпион (3): 1999/2000, 2000/01, 2011
Серебряный призёр (3): 1997, 1998, 2001/02
Бронзовый призёр (3): 1992, 1996, 2009
- Кубок Вьетнама:

Победитель (2): 2002, 2010
Финалист: 2011
- Суперкубок Вьетнама:

Победитель (4): 2000, 2001, 2002, 2011

## Выступления в соревнованиях АФК
- Лига Чемпионов АФК: 2

2001: первый раунд
2002: первый раунд
- Кубок АФК:

2011: 1/8 финала
2012: групповой этап
2018: групповой этап

## Выступления в чемпионатах Вьетнама
| Сезон    | 00/01 | 01/02 | 2003 | 2004 | 2005 | 2006 | 2007 | 2008 | 2009 | 2010 | 2011 | 2012 | 2013 | 2014 | 2015 | 2016 | 2017 |
| -------- | ----- | ----- | ---- | ---- | ---- | ---- | ---- | ---- | ---- | ---- | ---- | ---- | ---- | ---- | ---- | ---- | ---- |
| Дивизион | 1     | 1     | 1    | 1    | 1    | 1    | 1    | 1    | 1    | 1    | 1    | 1    | 1    | 1    | 1    | 1    | 1    |
| Место    | 1     | 2     | 5    | 4    | 5    | 5    | 7    | 9    | 3    | 9    | 1    | 4    | 4    | 5    | 7    | 9    | 8    |